# MotoGP 10/11
MotoGP 10/11 è un videogioco di guida sviluppato da Monumental Games e pubblicato da Capcom, basato sul Motomondiale 2010/11. Il titolo è uscito nel marzo 2011 per PlayStation 3 e Xbox 360.

## Accoglienza
La rivista Play Generation diede alla versione per PlayStation 3 un punteggio di 73/100, apprezzando le licenze ufficiali, l'accessibilità del modello di guida e il multiplayer e come contro i controlli e il comparto grafico non al massimo, finendo per trovarlo un titolo che aveva parecchio da fare sia dal punto di vista tecnico che simulativo, ritenendo che procedere tramite dei DLC venduti a prezzo pieno non fosse una buona idea.